# Tratalias
Tratalias (sardinsky: Tratalìas) je italská obec (comune) v provincii Sud Sardegna v regionu Sardinie. Nachází se ve výšce 17 metrů nad mořem a má přibližně 1 000 obyvatel. Rozloha obce je 31 km².